# David Pizarro (voetballer)
David Marcelo Pizarro Cortés (Valparaíso, 11 september 1979) is een voormalig Chileens profvoetballer die bij voorkeur als middenvelder speelde. Hij kwam tussen 1997 en 2018 onder meer uit voor Udinese, Inter Milaan, AS Roma, Manchester City en Fiorentina.

## Clubcarrière
Pizarro begon zijn profloopbaan in eigen land bij Santiago Wanderers in 1997. In 1999 vertrok hij naar het Udinese, waar hij in twee seizoenen negen wedstrijden in de Serie A speelde. Een verhuurperiode bij Universidad de Chile volgde daarom in 2001 om meer aan spelen toe te komen. Na zijn terugkeer bij Udinese in 2001 groeide Pizarro uit tot een vaste waarde. In 2005 werd hij gecontracteerd door Inter Milaan, waar de Chileen één seizoen bleef. Pizarro tekende in de zomer van 2006 bij AS Roma. In 2012 trok Manchester City de middenvelder aan als breedteversterking. The Citizen huurden hem tot de zomer van 2012. In deze zomer trok Fiorentina hem aan. Fiorentina speelde twee seizoenen geen rol van betekenis in de Serie A, maar wist in het seizoen 2012/13 vierde te eindigen.

### Statistieken
| seizoen | club                   | land     | competitie       | duels | goals |
| ------- | ---------------------- | -------- | ---------------- | ----- | ----- |
| 1997    | Santiago Wanderers     | Chili    | Primera División | 18    | 0     |
| 1998    | Santiago Wanderers     | Chili    | Primera División | 23    | 3     |
| 1999/00 | Udinese                | Italië   | Serie A          | 5     | 0     |
| 2000/01 | Udinese                | Italië   | Serie A          | 4     | 0     |
| 2001    | → Universidad de Chile | Chili    | Primera División | 6     | 1     |
| 2001/02 | Udinese                | Italië   | Serie A          | 32    | 2     |
| 2002/03 | Udinese                | Italië   | Serie A          | 33    | 7     |
| 2003/04 | Udinese                | Italië   | Serie A          | 20    | 3     |
| 2004/05 | Udinese                | Italië   | Serie A          | 34    | 2     |
| 2005/06 | Inter Milaan           | Italië   | Serie A          | 24    | 1     |
| 2006/07 | AS Roma                | Italië   | Serie A          | 32    | 1     |
| 2007/08 | AS Roma                | Italië   | Serie A          | 31    | 3     |
| 2008/09 | AS Roma                | Italië   | Serie A          | 25    | 2     |
| 2009/10 | AS Roma                | Italië   | Serie A          | 31    | 2     |
| 2010/11 | AS Roma                | Italië   | Serie A          | 22    | 1     |
| 2011/12 | AS Roma                | Italië   | Serie A          | 7     | 0     |
| 2011/12 | → Manchester City      | Engeland | Premier League   | 5     | 0     |
| 2012/13 | Fiorentina             | Italië   | Serie A          | 29    | 3     |
| 2013/14 | Fiorentina             | Italië   | Serie A          | 28    | 1     |
| 2014/15 | Fiorentina             | Italië   | Serie A          | 26    | 0     |
| 2015/16 | Santiago Wanderers     | Chili    | Primera División | 9     | 0     |
| 2016/17 | Santiago Wanderers     | Chili    | Primera División | 0     | 0     |
| 2016/17 | Universidad de Chile   | Chili    | Primera División | 14    | 0     |
| 2017    | Universidad de Chile   | Chili    | Primera División | 14    | 3     |
| 2018    | Universidad de Chile   | Chili    | Primera División | 24    | 2     |

## Interlandcarrière
Pizarro was van 1999 tot 2005 tevens speler van het Chileens nationaal elftal. Hij maakte zijn debuut op 17 februari 1999 in de vriendschappelijke wedstrijd tegen Guatemala (1-1), net als Pablo Contreras. In 2000 won hij met zijn vaderland de bronzen medaille op de Olympische Spelen van Sydney. Nadat Chili zich niet had weten te kwalificeren voor het WK 2006 besloot Pizarro te stoppen als international. Hij kwam tot 36 interlands en twee doelpunten. Op 20 mei 2013 kwam hij terug op deze beslissing, na vele gesprekken met bondscoach Jorge Sampaoli. Mede daardoor nam Pizzaro in 2015 op 35-jarige leeftijd nog deel aan de Copa América, gehouden in Chili. Chili won uiteindelijk het toernooi.
| Interlands van David Pizarro voor Chili | Interlands van David Pizarro voor Chili | Interlands van David Pizarro voor Chili | Interlands van David Pizarro voor Chili | Interlands van David Pizarro voor Chili | Interlands van David Pizarro voor Chili |
| №                                       | Datum                                   | Wedstrijd                               | Uitslag                                 | Competitie                              | Goals                                   |
| --------------------------------------- | --------------------------------------- | --------------------------------------- | --------------------------------------- | --------------------------------------- | --------------------------------------- |
| 1                                       | 17.02.1999                              | Guatemala – Chili                       | 1–1                                     | Vriendschappelijk                       |                                         |
| 2                                       | 21.02.1999                              | Verenigde Staten – Chili                | 2–1                                     | Vriendschappelijk                       |                                         |
| 3                                       | 28.04.1999                              | Bolivia – Chili                         | 1–1                                     | Vriendschappelijk                       | Goal                                    |
| 4                                       | 29.05.1999                              | Chili – Costa Rica                      | 3–0                                     | Vriendschappelijk                       |                                         |
| 5                                       | 20.06.1999                              | Chili – Bolivia                         | 1–0                                     | Vriendschappelijk                       |                                         |
| 6                                       | 23.06.1999                              | Chili – Ecuador                         | 0–0                                     | Vriendschappelijk                       |                                         |
| 7                                       | 30.06.1999                              | Chili – Mexico                          | 0–1                                     | Copa América                            |                                         |
| 8                                       | 11.07.1999                              | Colombia – Chili                        | 2–3                                     | Copa América                            |                                         |
| 9                                       | 13.07.1999                              | Uruguay – Chili                         | 1–1                                     | Copa América                            |                                         |
| 10                                      | 12.02.2000                              | Chili – Bulgarije                       | 3–2                                     | Copa Valparaiso                         |                                         |
| 11                                      | 15.02.2000                              | Chili – Slowakije                       | 0–2                                     | Copa Valparaiso                         |                                         |
| 12                                      | 22.03.2000                              | Chili – Honduras                        | 5–2                                     | Vriendschappelijk                       | Goal                                    |
| 13                                      | 29.03.2000                              | Argentinië – Chili                      | 4–1                                     | WK-kwalificatie                         |                                         |
| 14                                      | 26.04.2000                              | Chili – Peru                            | 1–1                                     | WK-kwalificatie                         |                                         |
| 15                                      | 30.06.2000                              | Chili – Paraguay                        | 3–1                                     | WK-kwalificatie                         |                                         |
| 16                                      | 19.07.2000                              | Bolivia – Chili                         | 1–0                                     | WK-kwalificatie                         |                                         |
| 17                                      | 25.07.2000                              | Venezuela – Chili                       | 0–2                                     | WK-kwalificatie                         |                                         |
| 18                                      | 15.08.2000                              | Chili – Brazilië                        | 3–0                                     | WK-kwalificatie                         |                                         |
| 19                                      | 08.10.2000                              | Ecuador – Chili                         | 1–0                                     | WK-kwalificatie                         |                                         |
| 20                                      | 15.11.2000                              | Chili – Argentinië                      | 0–2                                     | WK-kwalificatie                         |                                         |
| 21                                      | 07.10.2001                              | Brazilië – Chili                        | 2–0                                     | WK-kwalificatie                         |                                         |
| 22                                      | 30.03.2003                              | Chili – Peru                            | 2–0                                     | Vriendschappelijk                       |                                         |
| 23                                      | 09.09.2003                              | Chili – Peru                            | 2–1                                     | WK-kwalificatie                         |                                         |
| 24                                      | 18.11.2003                              | Chili – Paraguay                        | 0–1                                     | WK-kwalificatie                         |                                         |
| 25                                      | 01.06.2004                              | Venezuela – Chili                       | 0–1                                     | WK-kwalificatie                         |                                         |
| 26                                      | 06.06.2004                              | Chili – Brazilië                        | 1–1                                     | WK-kwalificatie                         |                                         |
| 27                                      | 05.09.2004                              | Chili – Colombia                        | 0–0                                     | WK-kwalificatie                         |                                         |
| 28                                      | 17.11.2004                              | Peru – Chili                            | 2–1                                     | WK-kwalificatie                         |                                         |
| 29                                      | 09.02.2005                              | Chili – Ecuador                         | 3–0                                     | Vriendschappelijk                       |                                         |
| 30                                      | 26.03.2005                              | Chili – Uruguay                         | 1–1                                     | WK-kwalificatie                         |                                         |
| 31                                      | 30.03.2005                              | Paraguay – Chili                        | 2–1                                     | WK-kwalificatie                         |                                         |
| 32                                      | 04.06.2005                              | Chili – Bolivia                         | 3–1                                     | WK-kwalificatie                         |                                         |
| 33                                      | 08.06.2005                              | Chili – Venezuela                       | 2–1                                     | WK-kwalificatie                         |                                         |
| 34                                      | 04.09.2005                              | Brazilië – Chili                        | 5–0                                     | WK-kwalificatie                         |                                         |
| 35                                      | 08.10.2005                              | Colombia – Chili                        | 1–1                                     | WK-kwalificatie                         |                                         |
| 36                                      | 11.10.2005                              | Chili – Ecuador                         | 0–0                                     | WK-kwalificatie                         |                                         |
| 37                                      | 06.09.2013                              | Chili – Venezuela                       | 3–0                                     | WK-kwalificatie                         |                                         |
| 38                                      | 10.09.2013                              | Chili – Spanje                          | 2–2                                     | Vriendschappelijk                       |                                         |
| 39                                      | 05.06.2015                              | Chili – El Salvador                     | 1–0                                     | Vriendschappelijk                       |                                         |
| 40                                      | 11.06.2015                              | Chili – Ecuador                         | 2–0                                     | Copa América                            |                                         |
| 41                                      | 19.06.2015                              | Chili – Bolivia                         | 5–0                                     | Copa América                            |                                         |
| 42                                      | 24.06.2015                              | Chili – Uruguay                         | 1–0                                     | Copa América                            |                                         |
| 43                                      | 29.06.2015                              | Chili – Peru                            | 2–1                                     | Copa América                            |                                         |

## Erelijst
| Competitie              |                |                  |                |                |
| Competitie              | Aantal         | Jaren            |                |                |
| Internazionale          | Internazionale | Internazionale   | Internazionale | Internazionale |
| ----------------------- | -------------- | ---------------- | -------------- | -------------- |
| Kampioen Serie A        | 1x             | 2005/06          |                |                |
| Coppa Italia            | 1x             | 2005/06          |                |                |
| Supercoppa              | 1x             | 2005             |                |                |
| AS Roma                 |                |                  |                |                |
| Coppa Italia            | 2x             | 2006/07, 2007/08 |                |                |
| Manchester City         |                |                  |                |                |
| Kampioen Premier League | 1x             | 2011/12          |                |                |
| Chili                   |                |                  |                |                |
| Copa América            | 1x             | 2015             |                |                |